# Bataille de Preston
Deuxième guerre civile anglaise
La bataille de Preston est une bataille clé de la Première Révolution anglaise, durant l'épisode de la Deuxième guerre civile anglaise. Du 17 au 19 août 1648, à Walton-le-Dale, près de Preston, la New Model Army des Parlementaires, dirigée par Cromwell, remporte la victoire sur les Royalistes et les Écossais, dirigés par Hamilton.
Les Parlementaires se sont battus à 8 500 contre 24 000 Royalistes et Écossais.